# Mohammed Arkoun
Mohammed Arkoun (arabisch محمد أركون, DMG Muḥammad Arkūn; * 1. Februar 1928 in Beni Yenni, Kabylei, Algerien; † 13. September 2010 in Paris) war ein algerisch-französischer Philosoph und islamischer Gelehrter. Die Oxford Encyclopedia of the Modern Islamic World nannte ihn 1995 einen der „wichtigsten modernen islamischen Denker“ seiner Zeit.

## Leben
Arkoun wurde 1928 als Sohn einer Berberfamilie in der Großen Kabylei in Algerien geboren. Durch seinen Onkel wurde er mit einem mystischen Islamverständnis bekannt. Die Begegnung mit Arabern und Franzosen machte ihn seiner Minderheitsposition als Berber bewusst. Nach dem Besuch einer katholischen Schule, die vom Missionsorden der Weißen Väter betrieben wurde, studierte er 1950–1954 in Algier arabische Literatur, befasste sich aber auch mit arabischer Philosophie. Anschließend studierte er an der Sorbonne.
1971 wurde Arkoun an der Sorbonne Professor für „Islamische Ideengeschichte“. Er war Gastprofessor an zahlreichen Universitäten und Forschungsinstituten, vor allem am Institute of Ismaili Studies in London. Im Jahr 1999 gründete er in Paris das Institut d'Études des Sociétés Musulmanes.

## Forschung
Für seine Analyse des Islams wandte Arkoun die Erkenntnisse und Methoden der modernen Sozial- und Geisteswissenschaften an, darunter Strukturalismus, Semiotik, strukturale Anthropologie, Diskursanalyse und Poststrukturalismus. Sein Hauptwerk ist Pour une critique de la raison islamique (Für eine Kritik der islamischen Vernunft). Arkoun vertrat die These, dass der Islam seit dem 13. Jahrhundert geistig erstarrt ist. Arkoun negierte den Islam jedoch nicht, sondern strebte nach einer modernen Auslegung. Arkoun verfolgte das Ziel, den Islam konsequent „auf alle fehlerhaften Erkenntnisse, Legenden, Parolen und Visionen zu untersuchen, ohne dabei herablassend zu sein. Aufgrund dieser Analyse könne eine Synthese erfolgen, die ein alternatives Denken im Gegensatz zum bisherigen islamischen Denken möglich mache.“
Arkoun plädierte für einen geduldigen Umgang mit dem Islam: Noch könne die muslimische Welt nicht wirklich mit Kritik umgehen. In der arabischen Sprache fehlten Worte wie „Kritik“ oder „Vernunft“, wie wir sie verstehen. „Wir dürfen also kritisches Denken nicht voraussetzen, wir müssen es überhaupt erst einführen.“ „Wir fordern zu Recht Demokratie, Menschenrechte und Frauenbefreiung. Aber wir dürfen uns nicht entmutigen lassen, wenn das Zeit braucht.“ Schließlich habe auch Frankreich erst 1944 das Frauenwahlrecht eingeführt. „Wir müssen in historischen Zyklen denken – und im Interesse übergeordneter Ziele mitunter schweigen oder uns milder ausdrücken, als uns lieb ist.“
Da Arkoun vor allem auf Französisch publizierte, wurde er sowohl in der deutschsprachigen als auch in der arabischen Welt kaum zur Kenntnis genommen.

## Werke
Deutsch:
- Der Islam: Annäherung an eine Religion, Palmyra-Verlag 1999.

Französisch:
- Aspects de la pensée musulmane [Textes et Documents 15], 1963.
- (Übers.) Miskawayh: Traité d'Éthique, Damaskus: Institut français de Damas, 1969 (Online-Teilansicht der Ausgabe Paris, 2010, Bibliothèque des textes philosophiques)
- Contribution à l'étude de l'humanisme arabe au IVe-Xe siècle : Miskawayh, philosophe et historien. J. Vrin, 1970.
- L'humanisme arabe au 4e/10e siècle, 1982.
- Pour une critique de la Raison islamique, 1984.
- L’Islam. Approche critique, 2002.
- Combats pour l’Humanisme en contextes islamiques, 2002.

Englisch:
- The concept of revelation: From the people of the book to the societies of the book, 1988.
- Rethinking Islam: Common questions, Uncommon answers, 1994.
- The Unthought in Contemporary Islamic Thought, 2002, revised edition: Islam: To Reform or to Subvert, 2006.

## Ehrungen
1996 wurde Mohammed Arkoun zum Commandeur der französischen Ehrenlegion ernannt.
2003 erhielt er den Ibn-Ruschd-Preis für Verdienste um die Demokratie und Meinungsfreiheit in der islamischen Welt.